# 斯坦菲尔德修道院

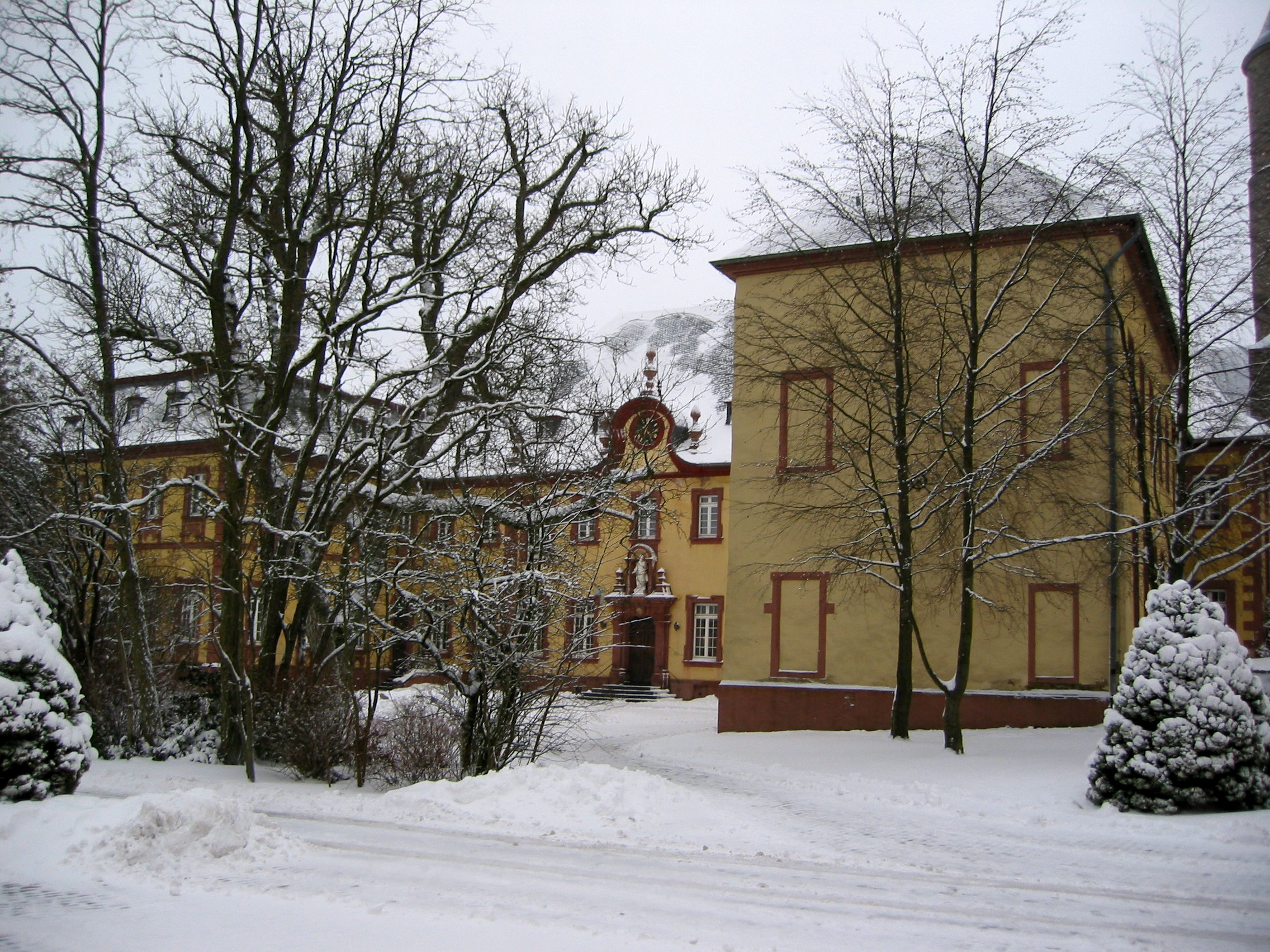

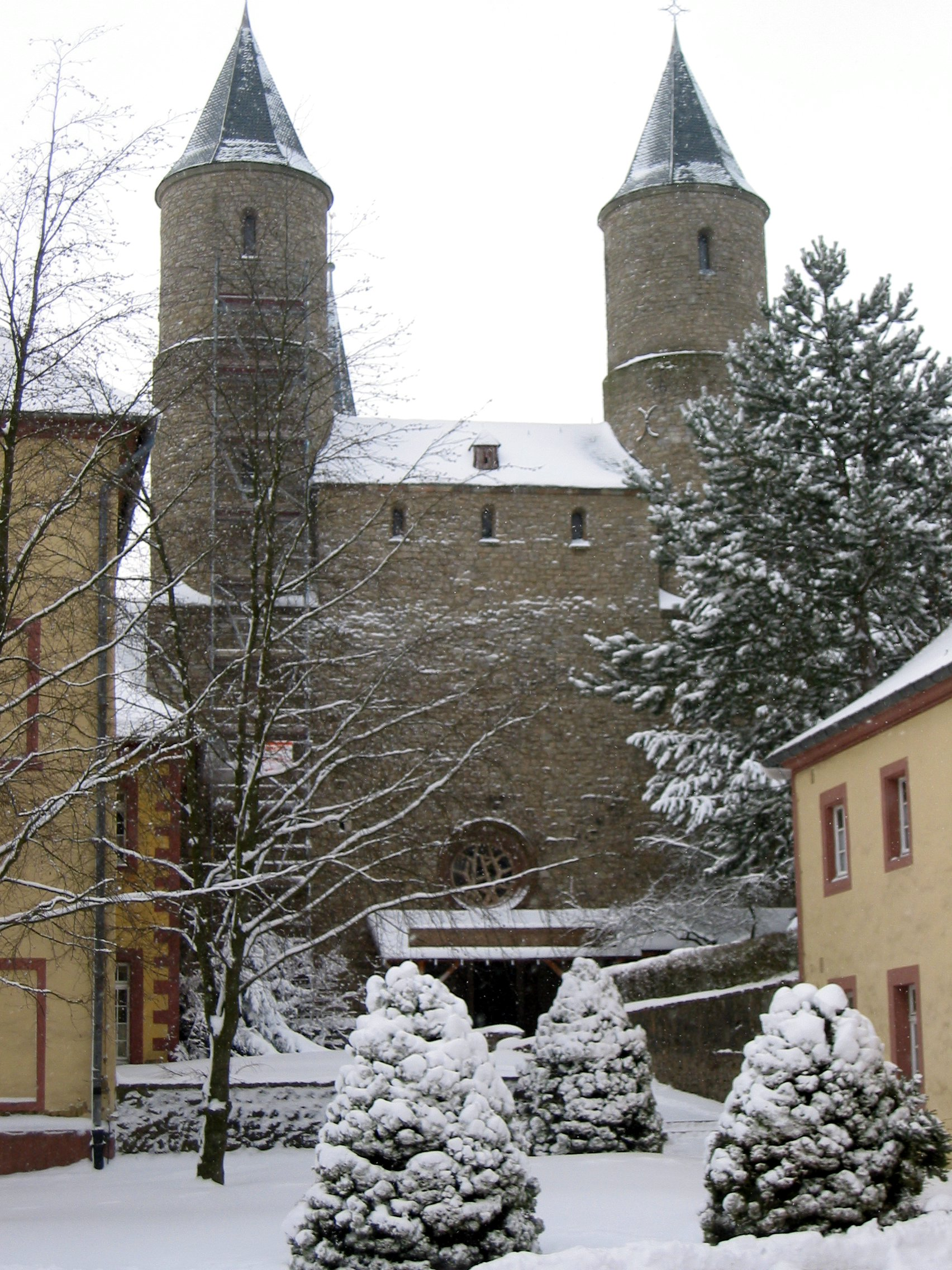

施泰因费尔德修道院（ Kloster Steinfeld ）是一座天主教修道院，原属普雷蒙特雷会，现属救世主会，拥有重要的巴西利卡，位于德国北莱茵-威斯特法伦州科隆行政区奥伊斯基兴县卡尔的施泰因费尔德。
约 1070 年，施泰因费尔德建立了第一个修道院，普雷蒙特雷会于 1130 年入驻。成为德意志帝国重要的修道院，并在欧洲各地建立了众多的女修道院，包括布拉格斯特拉霍夫修道院。
1802 年，斯坦菲尔德修道院世俗化。教堂改为堂区教堂，而修道院建筑则用于世俗用途， 1923 年由救世主会获得。
教堂的前身是修道院教堂，由 普雷蒙特雷会建于1142-1150 年，是德国最早的拱形教堂之一。目前的建筑包括多个时期和风格的特征，从最初的罗马式风格到哥特式、文艺复兴和巴洛克式，再到现代的不锈钢元素。
1960 年，该堂升格为宗座圣殿。两侧有六个小堂。
修道院建筑群包括一个文理中学，成立于 1924 年。